# Morenowy Przylądek
Morenowy Przylądek (ang. Moraine Point) – przylądek na Wyspie Króla Jerzego, na wschodnim wybrzeżu Półwyspu Kellera, nad Zatoką Martela, poniżej Filaru Bartona. 